# Förvaltningschef

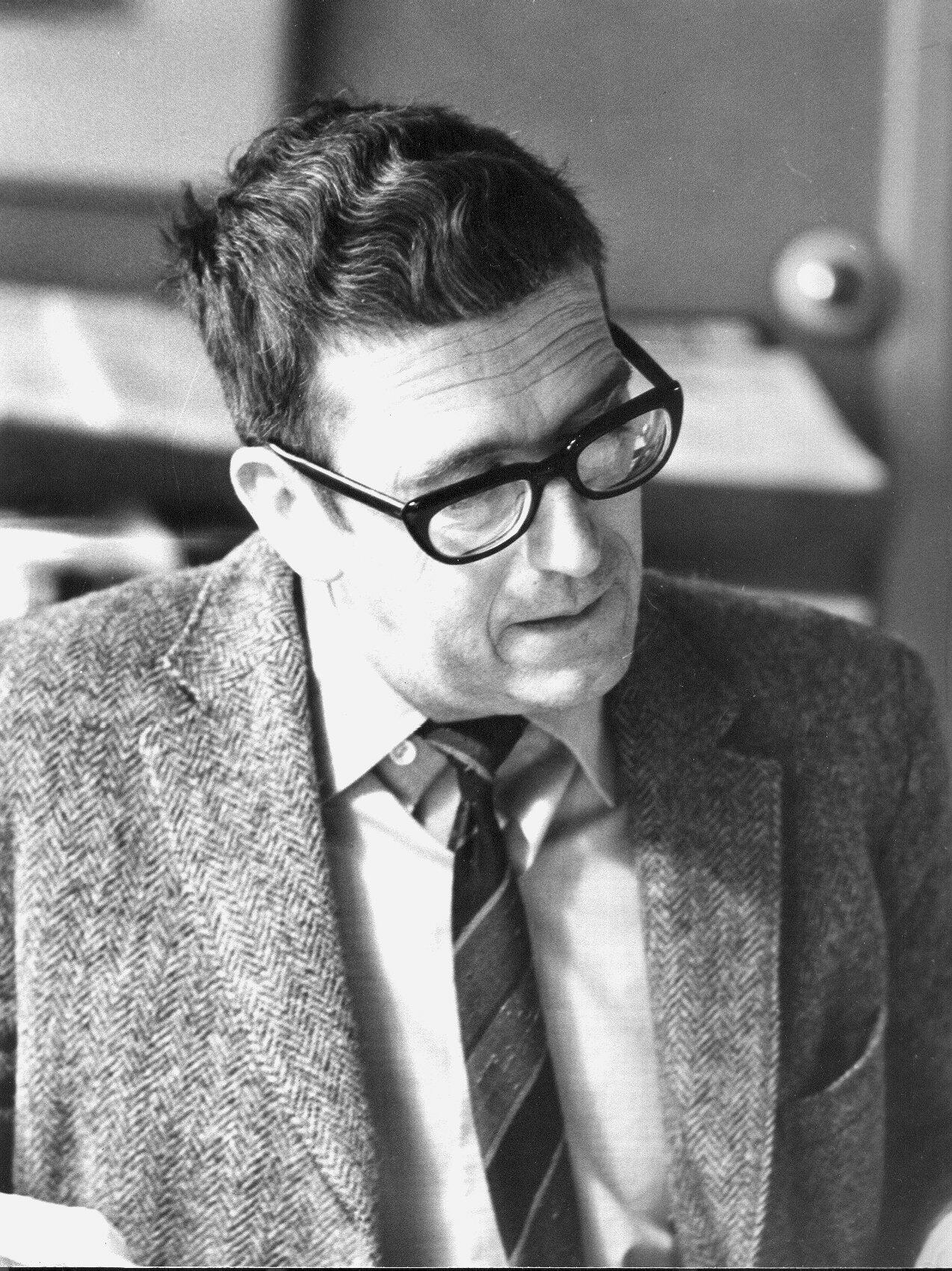
Gösta Björklund, förvaltningschef i dåvarande Ytterlännäs kommun.

Förvaltningschef är titeln på en tjänsteman inom offentlig förvaltning med chefsställning.
Förvaltningschef kan även avse en chef eller annan senior tjänsteman inom kapitalförvaltning, fastighetsförvaltning eller liknande uppdrag.

## Offentligrättslig chef

### Svensk kommunallag
I Sverige beskrivs begreppet förvaltningschef bland annat i kommunallagen, där det framgår att kommun- eller regiondirektören ska vara chef för den förvaltning som finns under styrelsen. Dessutom finns särskilda regler för den som är chef för en förvaltning som hör till en viss nämnd.

### Svenska statliga myndigheter
Inom statliga myndigheter kan förvaltningschefen ansvara för hela eller delar av förvaltningsorganisationen. Det förekommer att förvaltningschefen är generaldirektörens ställföreträdare. I regeringskansliet är förvaltningschefens ansvar begränsat till stödfunktioner utanför själva kärnverksamheten; på samma sätt är det inom högskolan, där förvaltningschefen ofta benämns universitets- eller högskoledirektör men inte leder forskning eller utbildning.

### Åländska myndigheter
På Åland är förvaltningschefen chef för landskapsregeringens allmänna förvaltningsorganisation; förvaltningschef för Ålands gymnasium ett av de yrken som särskilt reglerats i lag.